# Bürkös község
Bürkös község (románul: Comuna Bârghiş) község Szeben megyében, Romániában. Központja Bürkös, beosztott falvai Magaré, Oláhivánfalva, Szászapátfalva, Szászzalatna, Vecsérd.

## Fekvése
Szeben megye északkeleti részén helyezkedik el, a Hortobágy völgyében. Távolsága Nagyszebentől 50, Szentágotától 10 kilométer. Szomszédos községek: északon Berethalom, délen Alcina és Kürpöd, keleten Szentágota, nyugaton Muzsna. 

## Népessége
1850-től a népesség alábbiak szerint alakult:
| Lakosok száma | 4387 | 4546 | 4750 | 4996 | 5416 | 3644 | 2328 | 2146 | 2015 | 1894 |
|               | 1850 | 1880 | 1900 | 1920 | 1941 | 1977 | 1992 | 2002 | 2011 | 2021 |

A 2011-es népszámlálás adatai alapján a község népessége 2015 fő volt, melynek 83,52%-a román, 6,8%-a roma, 7,46%-a  magyar. Vallási hovatartozás szempontjából a lakosság 88,44%-a ortodox, 3,92%-a református és 1,84%-a görög rítusú római katolikus.

## Nevezetességei
A község területéről az alábbi épületek szerepelnek a romániai műemlékek jegyzékében:
- a magaréi erődtemplom (LMI-kódja SB-II-a-B-12501)
- a Nagyszeben–Szentágota keskeny nyomtávú vasút bürkösi és vecsérdi szakasza (SB-II-m-B-20923.11, 12, 13, 22, 23)
- a szászapátfalvi evangélikus templom (SB-II-a-B-12313)
- a szászzalatnai erődtemplom (SB-II-a-B-12590)

## Híres emberek
- Bürkösön született Lőrinczi Ferenc (1884–1953) magyar pedagógus, tankönyvíró, szerkesztő.